# Avenue des Mazades
L'avenue des Mazades est une voie de Toulouse, chef-lieu de la région Occitanie, dans le Midi de la France.

## Situation et accès

### Description
L'avenue des Mazades est une voie publique. Elle se trouve dans le quartier des Minimes.
La chaussée compte une seule voie de circulation automobile à double-sens. Elle appartient à une zone 30 et la vitesse y est limitée à 30 km/h. Il n'existe pas d'aménagement cyclable.

### Voies rencontrées
L'avenue des Mazades rencontre les voies suivantes, dans l'ordre des numéros croissants (« g » indique que la rue se situe à gauche, « d » à droite) :
1. Avenue Frédéric-Estèbe
2. Rue de Bordeaux (d)
3. Rue d'Arcachon (d)
4. Rue de Négreneys

## Odonymie
L'avenue conserve le nom du domaine de Mazades. Un château et un domaine agricole de 27 arpents appartiennent, au XVIe siècle, à Étienne Mazade, notaire et secrétaire du roi, seigneur de Bessières, capitoul en 1541-1542, 1562-1563 et 1569-70. Il existait également, au XVIe siècle toujours, un chemin Mazade, plus au nord, dans la Grande Lande – l'actuel chemin d'Audibert.

## Histoire

### Époque contemporaine
La cité des Mazades est aménagée entre 1958 et 1972, sous la direction de l'architecte Jean Montier, un architecte représentatif du mouvement moderne à Toulouse, pour le compte de la Société Coopérative HLM de la Haute-Garonne. Elle compte finalement 800 logements pour environ 3 500 habitants. Les différents immeubles s'organisent autour de l'avenue des Mazades et de plusieurs rues perpendiculaires – rue de Bordeaux, rue de Royan et rue d'Arcachon.

## Patrimoine et lieux d'intérêt

### Centre culturel des Mazades
- no  16 : immeuble[4].

### Immeubles
- no  11-15 : immeuble[5].

- no  12 rue d'Arcachon : tour Les Mazades. 
La tour Les Mazades est construite entre 1958 et 1962 pour le compte de l'office public HLM de la ville de Toulouse, qui fait appel à l'architecte Jean Montier. Elle s'élève sur 18 niveaux, pour une hauteur de 59 mètres, et propose 162 logements sociaux. La tour est rénovée par l'agence Letellier Architectes. L'opération vise à la mise en place d'une isolation thermique par l'extérieur et un nouvel habillage de la façade par des lames métalliques colorées[6].